# Kantatie 56
La Kantatie 56 (in svedese Stamväg 56) è una strada principale finlandese. Ha inizio a Jämsä e si dirige verso sud-est, dove si conclude dopo 38 km nei pressi di Mänttä-Vilppula.

## Percorso
La Kantatie 56 attraversa esclusivamente i comuni di partenza e di arrivo.